# سیلورماین (کنتیکت)
سیلورماین (به انگلیسی: Silvermine) یک منطقهٔ مسکونی در ایالات متحده آمریکا است که در نورواک، کنتیکت واقع شده‌است. سیلورماین ۳۴٫۱۴ متر بالاتر از سطح دریا واقع شده‌است.